# Christian Heinrich Tramm
Christian Heinrich Tramm – manchmal auch: Heinrich Christian Tramm – (* 8. Mai 1819 in Harburg; † 3. September 1861 in Hannover) war ein deutscher Architekt, der in Hannover ab 1850 den Stabwerk-Rundbogenstil („Tramm-Stil“) einführte.

## Leben
Nach dem Studium an der Höheren Gewerbeschule in Hannover 1835–38 setzte Tramm seine Studien 1838–40 bei Friedrich von Gärtner in München fort und kam 1841 nach Hannover zurück, um Mitarbeiter von Georg Ludwig Friedrich Laves beim Hofbauwesen zu werden:
Der noch erhaltene Pferdestall im Georgengarten (1843/44) ist sein erstes eigenständiges Werk in Hannover und wurde „in bewußtem Gegensatz zum klassizistischen Vorentwurf von Laves (1841)“ als roter Ziegelsteinbau im Rundbogenstil ausgeführt.
Nach längerer Zeit als Bauleiter beim Hoftheater, dem heutigen Opernhaus Hannover, wurde er dort zuständig für das Maschinen- und Dekorationswesen. Um 1850 begann er mit dem für ihn typischen Stabwerk-Rundbogenstil. Ein Jahr später wurde Tramm 1851 zum Mitbegründer des Architekten- und Ingenieur-Vereins Hannover, der von Mitgliedern des Hannoverschen Künstlervereins ins Leben gerufen wurde: Ein Gemälde von Tramms Ehefrau Emma entstand 1851–1852 durch dessen Freund A. Kreling.

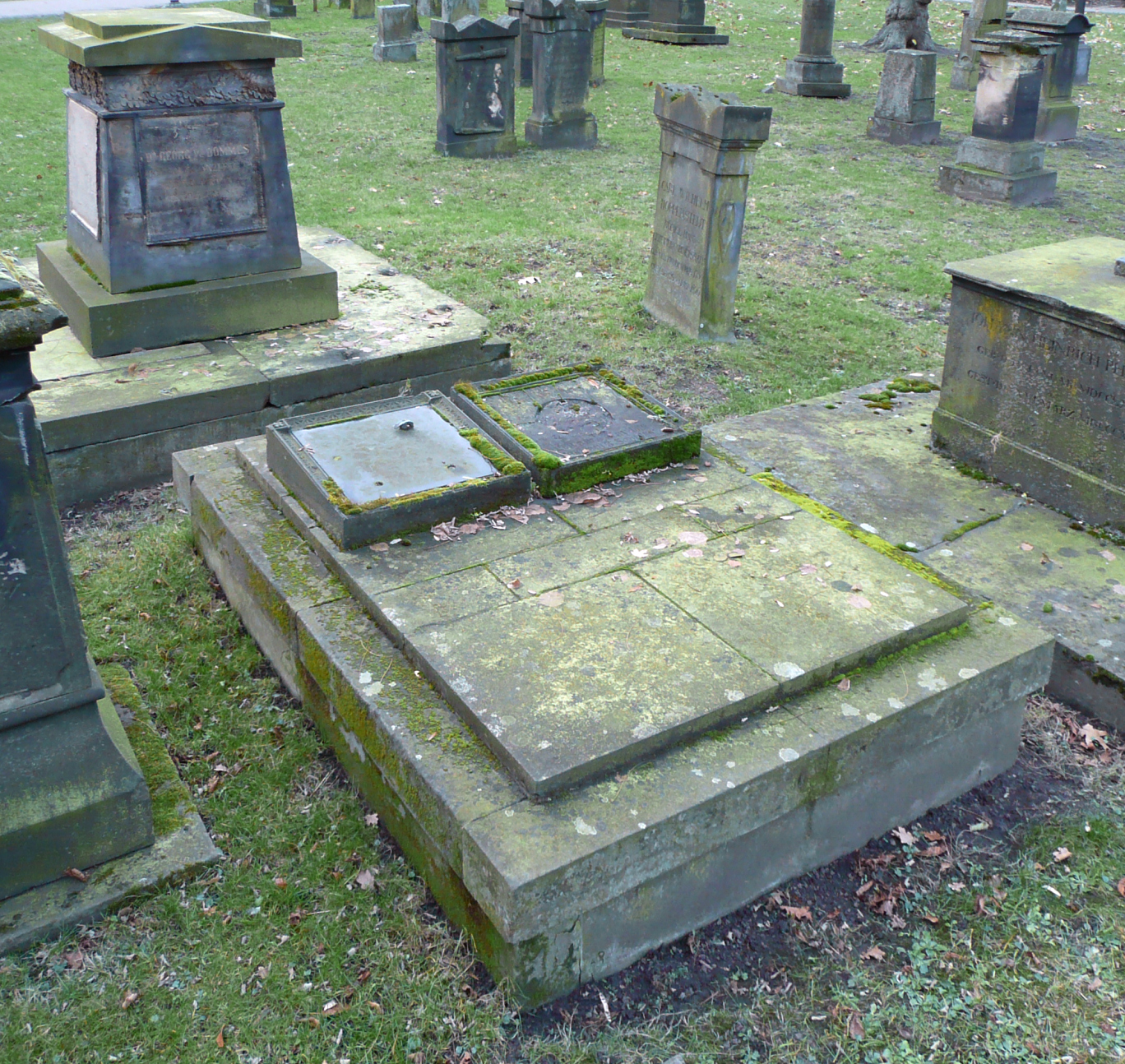
Grabmal auf dem Gartenfriedhof

1855 wurde Tramm zum Hofbaumeister ernannt und erhielt 1856 als jüngster seiner Art von König Georg V. den Auftrag für das Welfenschloss, die neue Residenz im Welfengarten. Im selben Jahr fertigte der Hofmaler Friedrich Kaulbach ein Gemälde von Tramm. Tramm wiederum errichtete ab 1857 für den Maler ein Atelier und die „Villa Kaulbach“ in der Waterloostraße.
Nach Tramms Tod 1861 wurde das noch unvollständige Welfenschloss von seinem Schwager Eduard Heldberg fertiggestellt und – nach dem Sturz der Welfen 1866–1875–79 von Hermann Hunaeus zur Technischen Hochschule (heute: Universität) ausgebaut.
Sohn Heinrich Tramm, der spätere Stadtdirektor, war gerade erst sieben Jahre alt, als Christian Heinrich Tramm und seine Ehefrau 1861 an einer Krankheit (vermutlich Lungentuberkulose) starben. Ihr Grab befindet sich auf dem Gartenfriedhof in Hannover.

## Werke (unvollständig)
- Administrationsgebäude des Freiherrn von Grote auf Gut Neuhof (Insel Neuhof) Wilhelmsburg (Planung Januar 1841, Ausführung 1841/42?)
- Pferdestall im Georgengarten (um 1843)
- Wohn- und Geschäftshaus Lücke (1849–50), Theaterstraße 3, entstanden als Straßenseite der Eisenbahnfabrik Theodor Lücke (später aufgestockt), unter Denkmalschutz;
- Wohnhaus Tramm, Am Schiffgraben 10a in Hannover (1850/51)
- Wohnhaus Kius am Theaterplatz 1, Ecke Georgsplatz in Hannover (1851–1853)
- Wohn- und Geschäftshaus Heermann, Holzmarkt 8, Ecke Schloßstraße in Hannover (1851–1853)
- Gutshaus Hahn in Rosenthal, Kr. Peine (1854–1857)
- Wohnhaus Röhrs, Am Schiffgraben 1 in Hannover (1854/55)
- Atelier und Wohnhaus des Hofmalers Friedrich Kaulbach (ab 1857), Waterloostraße 1 (heute Teil des Biergartens Waterloo, der auch den ehemaligen Garten einnimmt);
- Palais Simon (1857–59), Ecke Brühlstr./Escherstraße, Nutzung nach 1866 durch Wirtschaftseinrichtungen, im Zweiten Weltkrieg schwer beschädigt und im Zuge der Verbreiterung der Brühlstraße abgebrochen
- Welfenschloss (ab 1857), gilt als Tramms reifstes Werk
- Villa Simon (1858–60), Brühlstraße 27 (am Königsworther Platz), Wohnhaus der Brüder Eduard und Israel Simon, später im Besitz von Joseph Berliner, heute Universitätsinstitut unter Denkmalschutz;
- Königliche Wagenremise (1858–61), Goethestraße 17/19, erbaut als Abschluss der Marstallanlage am Hohen Ufer;
- Henriettenstift (1861–63), (der große Altbau), Marienstraße

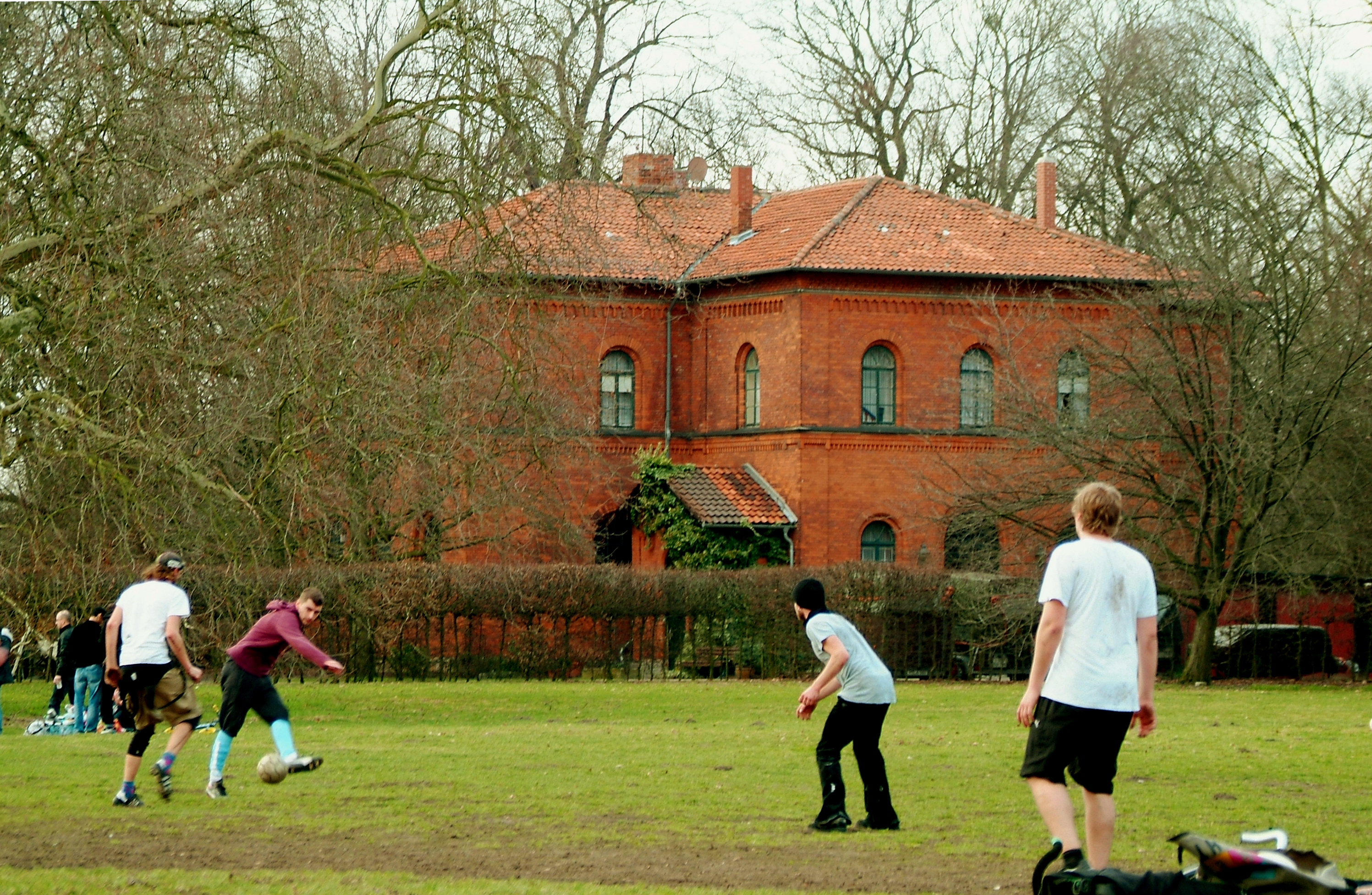
Der Pferdestall im Georgengarten wird noch heute als Stall und Wohnung genutzt
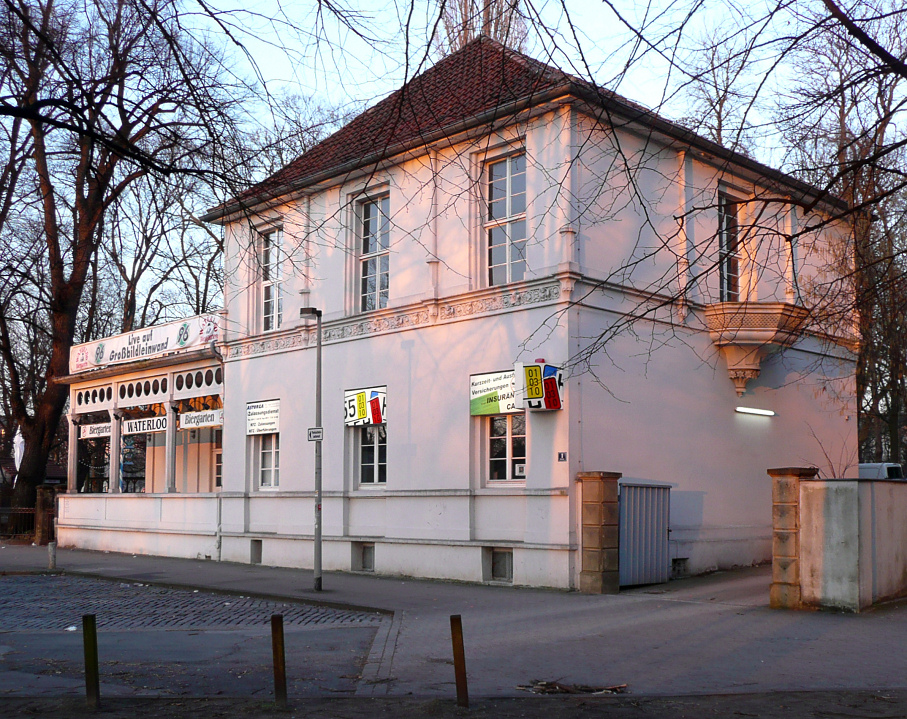
Villa Kaulbach am Waterlooplatz
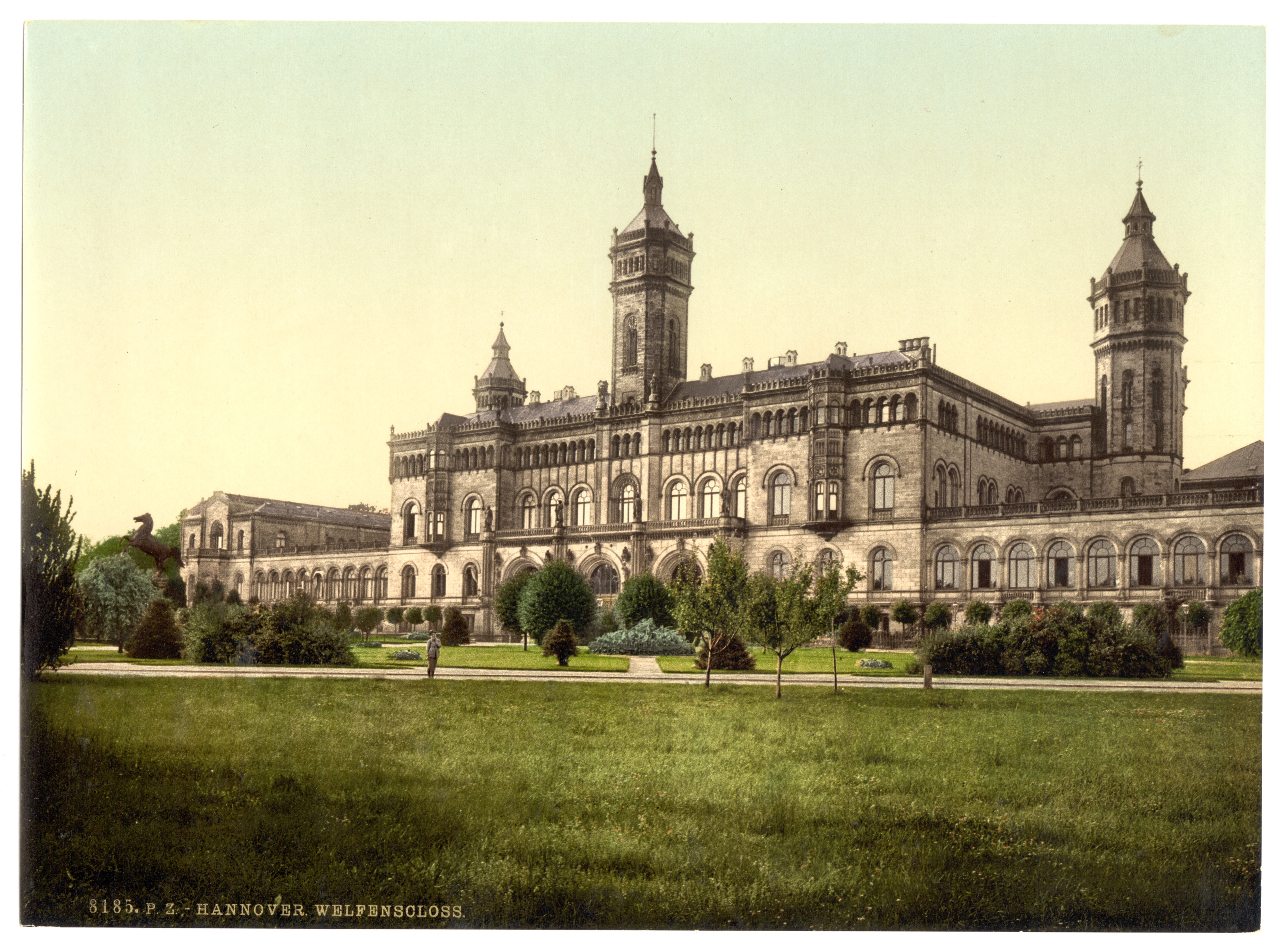
Welfenschloss um 1895
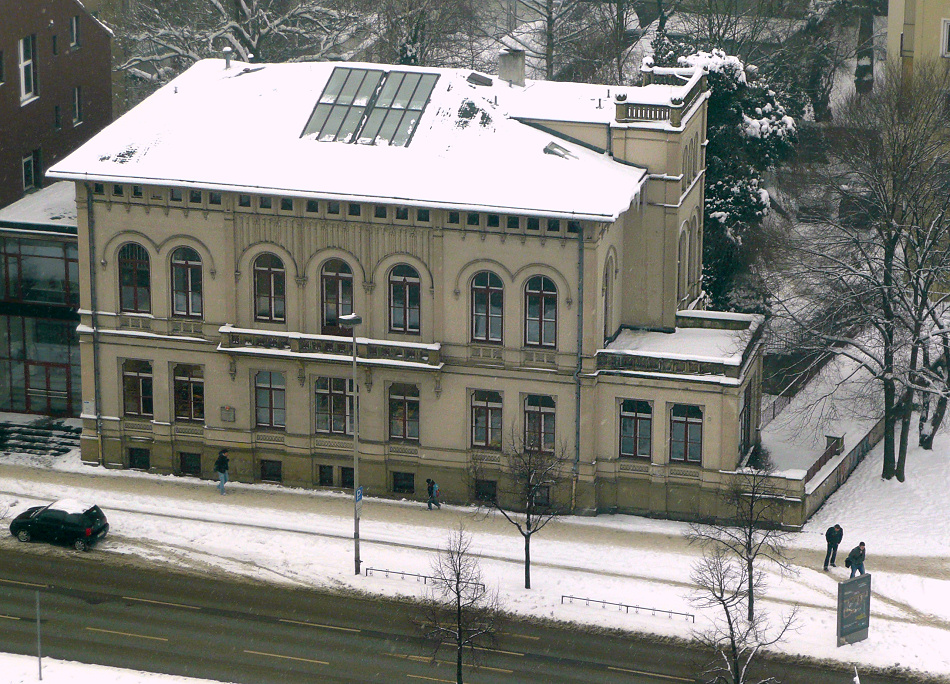
Villa Simon
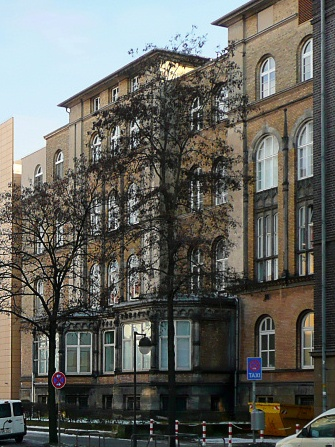
Henriettenstift Marienstraße